# Proasellus ibericus
Proasellus ibericus és una espècie de crustaci isòpode pertanyent a la família dels asèl·lids.

## Subespècies
- Proasellus ibericus codreanui (Galhano & Eiras, 1973)
- Proasellus ibericus ferreirensis (Galhano & Eiras, 1973)[4][6]

## Distribució geogràfica
Es troba a Europa: França, l'Estat espanyol (Galícia) i Portugal.